# Erannis bela
Erannis bela är en fjärilsart som beskrevs av Butler 1878. Erannis bela ingår i släktet Erannis och familjen mätare. Inga underarter finns listade i Catalogue of Life.